# بيتر غوجوفيتسك
بيتر غوجوفيتسك (بالألمانية: Peter Gojowczyk)‏ (ولد في 15 يوليو 1989). هو لاعب كرة مضرب ألماني محترف.